# Безкровна Оксана Юліївна
Окса́на Ю́ліївна Безкро́вна (рос. Оксана Юльевна Бескровная; англ. Oxana Ibraghimov-Beskrovnaya або Oxana Beskrovnaya-Ibraghimov; 1 січня 1961, Кам'янець-Подільський) — американський генетик українського походження. Кандидат медичних наук (1989).

## Біографія
1978 року закінчила середню школу № 9 у Кам'янці-Подільському. 1983 року закінчила біологічний факультет Московського університету за фахом «генетика». Наукову діяльність розпочала в Москві в Державному науково-дослідному інституті генетики та селекції промислових мікроорганізмів, навчалася в аспірантурі під керівництвом засновника та першого директора цього НДІ Соса Аліханяна. 1989 року захистила кандидатську дисертацію.
У 1990—1993 роках Оксана Безкровна працювала постдоком в Університеті Айови (США). Після того пішла до біотехнологічних компаній. Працювала в компаніях «Санофі» та «Genzyme». 
З 2020 року працює в біотехнологічному стартапі «Dyne Therapeutics Inc»: спочатку на посаді старшої віцепрезидентки, а надалі - головною науковою дослідницею.

## Родина
Чоловік — Олександр Рафаїлович Ібрагімов, імунолог, кандидат біологічних наук, завідувач лабораторії «Laboratory Head Abbot Biolabs» (США).
Брат — Олександр Юлійович Безкровний (народився 19 грудня 1958 року), іконописець, мешкає в Кам'янці-Подільському.

## Науковий внесок
Оксана Безкровна проводить наукові дослідження в галузі генетичних захворювань і пошуку ліків проти них. Під її керівництвом розробляються кон'юговані молекули антитіл та олігонуклеотидів для пригнічення пошкодженого дистрофіну, ключового білка, що пов'язаний з м'язовою дистрофією Дюшена.

## Наукові праці
Авторка понад 40 наукових публікацій у провідних наукових журналах.
Серед найважливіших праць:
- Ibraghimov-Beskrovnaya, O., Ervasti, J. M., Leveille, C. J., Slaughter, C. A., Sernett, S. W., & Campbell, K. P. (1992). Primary structure of dystrophin-associated glycoproteins linking dystrophin to the extracellular matrix. Nature, 355(6362), 696-702.
- Kim, K., Drummond, I., Ibraghimov-Beskrovnaya, O., Klinger, K., & Arnaout, M. A. (2000). Polycystin 1 is required for the structural integrity of blood vessels. Proceedings of the National Academy of Sciences, 97(4), 1731-1736.
- Bukanov, N. O., Smith, L. A., Klinger, K. W., Ledbetter, S. R., & Ibraghimov-Beskrovnaya, O. (2006). Long-lasting arrest of murine polycystic kidney disease with CDK inhibitor roscovitine. Nature, 444(7121), 949-952.
- Natoli, T. A., Smith, L. A., Rogers, K. A., Wang, B., Komarnitsky, S., Budman, Y., ... & Ibraghimov-Beskrovnaya, O. (2010). Inhibition of glucosylceramide accumulation results in effective blockade of polycystic kidney disease in mouse models. Nature medicine, 16(7), 788-792.
- Ibraghimov-Beskrovnaya, O., & Natoli, T. A. (2011). mTOR signaling in polycystic kidney disease. Trends in molecular medicine, 17(11), 625-633.
- Chaki, M., Airik, R., Ghosh, A. K., Giles, R. H., Chen, R., Slaats, G. G., ... & Hildebrandt, F. (2012). Exome capture reveals ZNF423 and CEP164 mutations, linking renal ciliopathies to DNA damage response signaling. Cell, 150(3), 533-548.

Також авторка численних патентів. Серед них:
- Bukanov, Nikolay O., and Oxana Beskrovnaya (2008) "Purine derivatives for the treatment of cystic diseases."
- Ibraghimov-Beskrovnaya, Oxana, and Thomas A. Natoli. "Glucosylceramide synthase inhibition for the treatment of collapsing glomerulopathy and other glomerular disease." U.S. Patent No. 8,389,517. 5 Mar. 2013.
- Bukanov, Nikolay O., and Oxana Beskrovnaya (2014) "Purine derivatives for treatment of cystic diseases." U.S. Patent Application No. 14/203,010.
- Bourque, E., Cabrera-Salazar, M. A., Celatka, C., Cheng, S. H., Hirth, B., Good, A., ... & Beskrovnaya, O. (2015). U.S. Patent Application No. 14/427,275.
- Beskrovnaya, Oxana, and Herve Husson. "Methods and compositions for the treatment of polycystic diseases." U.S. Patent Application No. 11/589,495.
- McPherson, John, and Oxana Beskrovnaya. "Methods and compositions for the treatment of polycystic diseases." U.S. Patent Application No. 11/643,077.
- Beskrovnaya, Oxana, Nikolai Bukanov, and Sarah Moreno. "Biomarkers of polycystic kidney disease and uses thereof." U.S. Patent No. 10,871,495. 22 Dec. 2020.
- Ibraghimov-Beskrovnaya, Oxana, et al. (2022) "Treatment of ciliopathies using inhibitors of glucosylceramide synthase (gcs)." U.S. Patent Application No. 17/428,502.